# Orthosia punctula
Orthosia punctula là một loài bướm đêm trong họ Noctuidae.